# Wojciech Kaczmarek (żużlowiec)
Wojciech Kaczmarek (ur. 23 marca 1948 w Miąskowie, zm. 12 września 2016) – polski żużlowiec.
Sport żużlowy uprawiał w latach 1967–1983, reprezentując kluby Unii Leszno (1967–1972) oraz Startu Gniezno (1973–1983). W 1979 r. zdobył brązowy medal Mistrzostw Polski Par Klubowych, a w 1980 r. – brązowy medal Drużynowych Mistrzostw Polski.
W 1969 r. wystąpił w finale Młodzieżowych Indywidualnych Mistrzostw Polski (XIII m.), był również trzykrotnym finalistą Indywidualnych Mistrzostw Polski (1976 – XIII m., 1980 – nie startował jako zawodnik rezerwowy, 1981 – XVI m.). W 1977 r. zajął IV m. w końcowej klasyfikacji turnieju o „Złoty Kask”, natomiast w 1980 r. zwyciężył w Herbowym Łańcuchu Miasta Ostrowa Wielkopolskiego.